# Laxmipur, Gangawati
Laxmipur là một làng thuộc tehsil Gangawati, huyện Koppal, bang Karnataka, Ấn Độ.